# Iázide III
Iázide ibne Ualide ibne Abedal Maleque (em árabe: يزيد ابن الوليد ابن عبد الملك; romaniz.: Yazid ibn al-Walid ibn 'Abd al-Malik), conhecido como Iázide III, foi um califa omíada por um breve período em 744. Ele reinou por apenas seis meses, de 15 de abril até a sua morte em 3 ou 4 de outubro daquele ano.

## Primeiros anos
Iázide era filho de uma princesa persa que havia sido dada como presente ao califa Ualide I. Atabari cita um poema de Iázide sobre a sua própria ascendência:
| “ | Eu sou o filho de Cosroes II, meu ancestral é Maruane, César foi meu genitor e meu genitor foi grão-cã | ” |

Atabari também recorda que suas descrições o representam como sendo alto e belo.
Durante o reinado de seu primo Ualide II, Iázide foi um adversário de sua "imoralidade", que incluía a discriminação dos iemenitas e maulas (não-árabes convertidos ao Islã) em favor dos árabes da tribo dos caicitas. Ele também recebeu apoio dos Qadariya e Murji'iya (que acreditavam na doutrina do livre arbítrio). Iázide conseguiu se infiltrar na capital omíada, Damasco, e depôs Ualide num golpe de estado seguido de generosos presentes do tesouro imperial.
De acordo com o relato do próprio Iázide, ele enviou Abdalazize ibne Alhajaje para se encontrar com Ualide em al-Bakhra.. O local era uma fortaleza perto de Palmira. As fontes muçulmanas contestam se ele estava ali desde o princípio ou se teve que fugir para lá. Abdalazize ofereceu-se para organizar uma chura (conselho de sábios) para decidir o futuro do reino, mas Ualide rejeitou a oferta e atacou, o que terminou com a sua morte. Iázide espetou a cabeça de Ualide "numa lança e a desfilou por toda Damasco". Em seguida, ele mandou prender os filhos do inimigo vencido, Otomão e Hakam, que haviam sido designados como herdeiros pelo pai.

## Califado
Ao ascender ao trono, Iázide explicou que ele havia se rebelado em defesa do Livro de Alá e da Suna de Seu Profeta e que esta defesa incluía assegurar-se de que os fortes não estavam abusando dos fracos. Ele prometeu "não se engajar em grandes obras, não desperdiçar dinheiro com viúvas ou crianças e nem transferir dinheiro de uma província para outra" sem razão, "não manter tropas em campo por longos períodos" e não sobretaxar os dhimmi (os "povos do Livro" - cristãos e judeus). Ao invés disso, ele iria abandonar a discriminação e faria todos os pagamentos em dia, prometendo abdicar se falhasse.
Atabari registrou o apelido de Iázide, "o Avarento" (naqis), ganhou ao reduzir a anuidade dos militares em 10% mesmo quando seu predecessor havia prometido aumentá-la. A tradição popular islâmica conta que o próprio califa ia aos mercados.
A cidade de Hims se recusou a jurar lealdade a Iázide e diversas outras revoltas contra ele se levantaram. Outro primo, Maruane ibne Maomé ibne Maruane, então governador da Armênia, inicialmente apoiou Ualide e, quando ele foi morto, invadiu o Iraque com o objetivo de vingá-lo. Porém, eventualmente Maruane passou a apoiar Iázide.
O califa nomeou Almançor ibne Jamur para substituir Iúçufe ibne Omar como governador da província do Iraque. Em 15 de maio, Iázide escreveu-lhe uma carta, preservada a partir de fontes orais na Almadaini (copiada por Atabari) e na Baladuri. Ela mostra um apoio à dinastia omíada até Ualide II, mas deixando-o de fora e chamando de "o inimigo de Alá". A partir daí, a carta conta a versão de Iázide sobre os eventos em al-Bakhra. No final, a versão de Atabari mostra o califa exortando os iraquianos a seguir Almançor ibne Jamur.. Iúçufe ibne Omar foi posteriormente aprisionado e morto pelo filho de Calide ibne Abedalá. almançor tentou dispensar também o governador da província do Grande Coração, Nácer ibne Saiar, mas ele se recusou a ceder a posição.
Iázide nomeou seu irmão, Ibraim, como sucessor e morreu vítima de um tumor no cérebro. Ele morreu em 3 ou 4 de outubro de 744.